# Be Incorporated
Be Incorporated — корпорация, созданная в 1990 году в Калифорнии, США. Создатель операционной системы BeOS и персонального компьютера BeBox. Компания создана бывшим исполнительным директором Apple Computers Жаном-Луи Гассье с капиталом Сеймура Крея. Главной целью создания компании была разработка современной передовой компьютерной платформы, как аппаратной, так и программной.

## Продажа Be Inc.
В 2001 году активы компании были скуплены Palm, Inc. за 11 млн долларов, после чего была начата процедура ликвидации.
В сентябре 2003 года компания выиграла процесс против Microsoft, обвинив её в нечестной конкуренции, заключавшейся в том, что та запрещала производителям персональных компьютеров устанавливать на свои изделия операционные системы, отличные от Windows. В результате решения суда Microsoft выплатила Be, Inc. 23,25 млн долларов.

## Команда Be Inc. в компании Palm Inc.
Бывшие сотрудники Be Inc. почти в полном составе влились в коллектив Palm, Inc.
Стив Сакоман, бывший исполнительный директор Be Inc., — стал руководить отделом аппаратного обеспечения Palm, Inc.
Прежний главный архитектор BeOS, Джорж Хофман, — стал главным архитектором подразделения PalmSource, Inc.
Кирилл Мериллон, руководивший разработками ядра в BeOS, — стал управлять разработками ядра PalmOS.
Отдел программного обеспечения также в руках бывших сотрудников Be Inc.
Так что Be Inc. в лице своих сотрудников стала очень влиятельна в Palm, Inc.
За довольно смешные, по меркам IT-рынка, деньги компания Palm, Inc. приобрела себе очень активную и перспективную команду, которая может если не вывести когда-то лидера КПК-рынка на прежние позиции, то по крайней мере упрочить его влияние.